# (3234) Hergiani
(3234) Hergiani (1978 QO2) – planetoida z pasa głównego asteroid okrążająca Słońce w ciągu 5,47 lat w średniej odległości 3,1 au. Odkryta 31 sierpnia 1978 roku.